# Ассоциированный с беременностью протеин-А плазмы
Ассоциированный с беременностью протеин-А плазмы (англ. Pregnancy-associated plasma protein A, PAPP-A, PAPPA) — протеин, используемый в тестах пренатального скрининга для определения синдрома Дауна.
Этот ген кодирует секрецию металлопротеиназы, которая расщепляет инсулиноподобные факторы роста (IGFBPs). Считается что он принимает участие в местных пролиферативных процессах, таких как заживление ран и костного ремоделирования. Низкий уровень плазмы этого белка был предложен в качестве биохимического маркёра для беременных с анеуплоидным плодом (плод с аномальным числом хромосом). Например, низкий PAPPA можно увидеть в результатах пренатального скрининга на синдром Дауна.